# La Ratlla (Serra de Corbera)
La Ratlla és un cim de la serra de Corbera entre els municipis de Favara (la Ribera Baixa) i Alzira (la Ribera Alta), al País Valencià. Amb els seus 626 metres d'altura és el cim més elevat de la serra de Corbera i de la comarca de la Ribera Baixa.
Des del cim s'observa una magnífica panoràmica de tota la serra amb el Cavall Bernat a l'altra banda de la cresteria de la serra de Corbera cap a l'oest, l'Albufera i l'Horta de València cap al nord, la vall d'Aigües Vives a l'oest, la Valldigna pel sud i la mar Mediterrània a l'est.